# みたらし団子

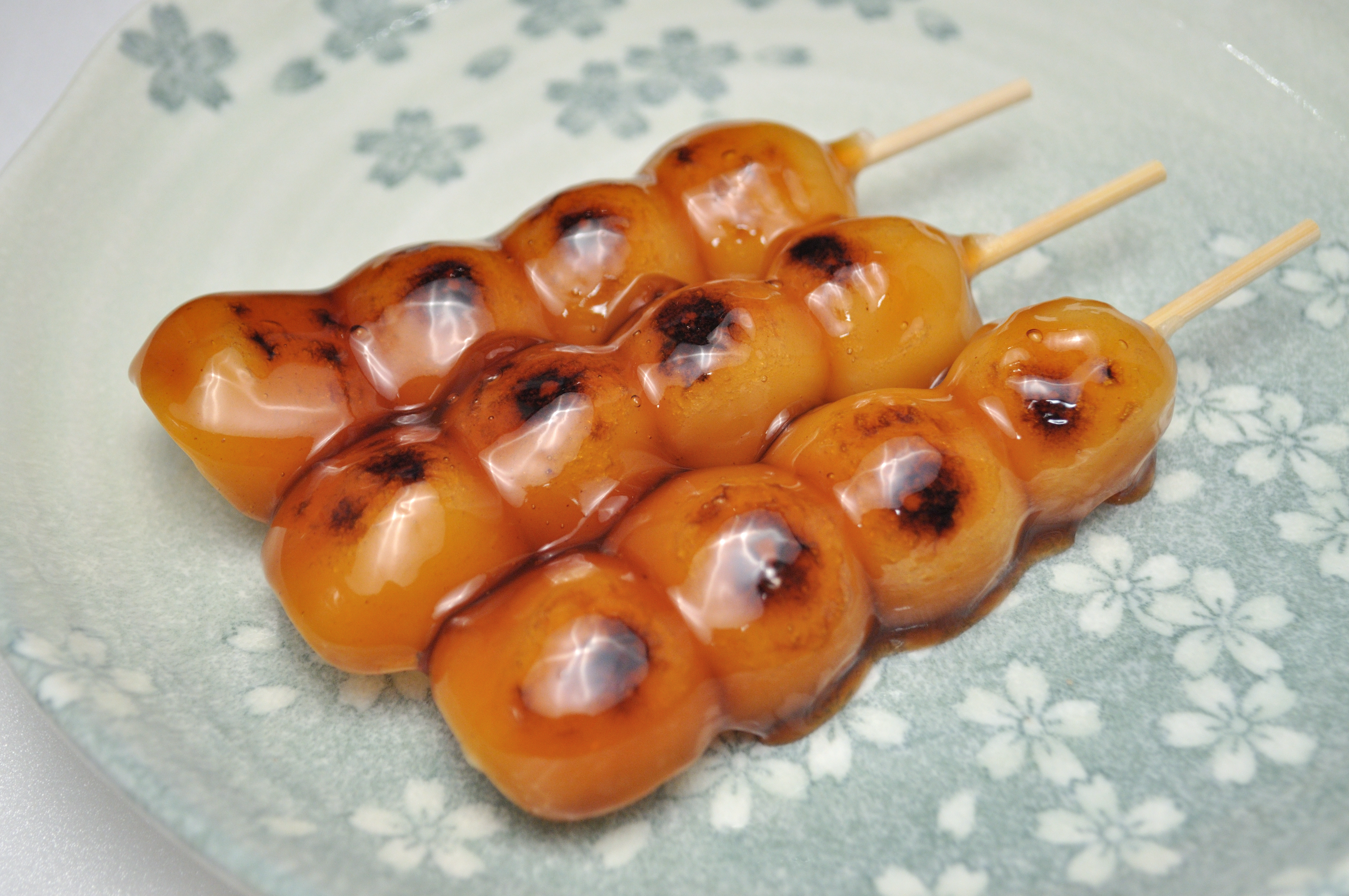
みたらし団子

みたらし団子（みたらしだんご、御手洗団子）は、砂糖醤油の葛餡をかけた串団子（焼き団子）である。
醤油だれ団子、あるいは、焼き団子ともいう。単にみたらしとも言い、丁寧語ではおみたという。甘辛いみたらし団子を指して醤油だんごと言う地域も多い。
一般的な醤油味の焼き団子は「醤油だんご」を、岐阜県飛騨地方の醤油だんごについては「みだらしだんご」（濁点に注意）参照。

## 起源

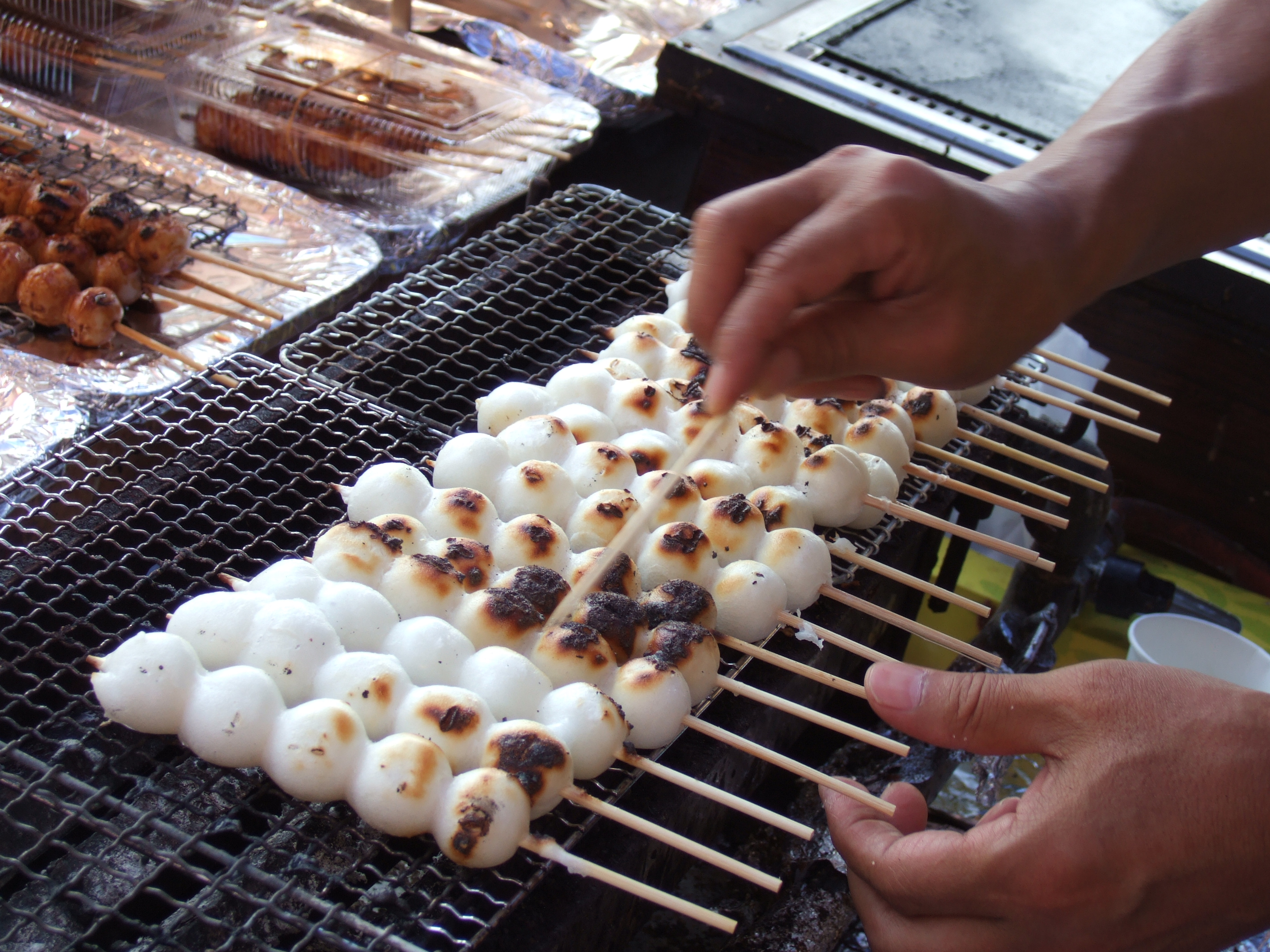
焼き目を付けられる団子

みたらし団子の起源は、京都市左京区下鴨の下鴨神社が行う「御手洗祭」「葵祭」とされる。これらの祭りの際に神前に供えるため、氏子の家庭で作られていた団子が、やがて境内の店で売られるようになり、名物になったという。異説もあるが、境内（糺の森）にある御手洗池（みたらしのいけ）の水泡を模して、この団子がつくられたとされる。
元々は、竹の先を10本に割って串を扇状にし、各々の串に5個の団子を差した合計50個の串団子である。この5個ずつ差す団子のスタイルの起源説は2説ある。
- 鎌倉時代から建武政権期、後醍醐天皇が行幸の際、御手洗池（みたらしいけ）で水を掬おうとしたところ、1つ大きな泡が出て、続いて4つの泡が出てきた逸話による説がある[1]。この泡を模して、串の先に1つ・やや間をあけた4つの団子を差して、その水泡が湧いた様を表している[1]。この団子が池の名前から「御手洗団子」となった。

本来は醤油のつけ焼きだったものの、やがて葛餡かけになった。
関東では団子が4個の方が多い。これは四文銭ができたことによるとする説が有力である（団子1個が1文。四文銭で団子1串)。
この団子に独特の味つけを施したのが、前述の下鴨神社の氏子であった菓子店・亀屋粟義の主人であった。この団子は、商品化された1922年頃には生醤油のみをつけて焼かれていたが、太平洋戦争後、黒砂糖を加え葛粉でとろみをつけた餡をからめる趣向が考え出され、製品化された団子は人気を得ることとなった。他に、大正の頃に加茂みたらし茶屋の店主が醤油と黒砂糖を使ったたれを考え出し、これが好評を博し全国に広まったという説もある。

## 変わり種
みたらし団子を変形させた和菓子として、葛餡をかけるのではなく、中に入れた製品がある。あわしま堂の「たれ包み団子」、益屋本店（2007年12月7日自主廃業、現在は和菓子の万寿やが製造）の「みたらし花子」、むか新の「元祖大阪みたらしだんご」（小豆の葛餡を入れた「浪花恋しるこ」という姉妹商品も存在する）がある。
奈良県の奈良市、桜井市、大和高田市には丸い団子ではなく、平たくして焼き醤油をタレとしてつけて食べる団子がある。
富山市では"石谷（いしたに）もちや"などに「あやめ団子」というものがある。新大正餅米と上新粉を混ぜた団子生地に黒砂糖の蜜をからめたもの（団子は4つ）。